# Gioia Scola
Pour les articles homonymes, voir Scola.
Gioia Scola, née Gioia Maria Tibiletti le 28 octobre 1961 à Milan (Lombardie), est une actrice, scénariste et productrice de cinéma et de télévision italienne.

## Biographie
Gioia Maria Tibiletti commence sa carrière en tant que modèle dans des romans-photos, avant de remporter le concours de beauté Miss Teen Ager et de se lancer dans le cinéma, en jouant dans les films Goodbye et Amen de Damiano Damiani et Opération K de Luigi Petrini, tous deux sortis en 1977, avant de tourner dans le film Suggestionata (it) d'Alfredo Rizzo en 1978. S'ensuivent de nombreux rôles dans divers films italiens de ces années-là, tels que Les Prédateurs du futur (1983), Conquest (1983), Anemia (it) (1986), Ferragosto OK (it) (1986), Yuppies 2 (it) (1986), Sensi (1986), Sotto il vestito niente II (it) (1987) et Nel giardino delle rose (it) (1990). En 1987, au sommet de sa popularité, elle apparaît également dans Playboy Italia.

### Démêlés judiciaires
En 1995, Gioia Scola a été placée sur une liste de suspects dans le cadre d'un trafic de drogue entre Naples et Rome, dans lequel étaient impliquées d'autres personnalités comme Paolo Berlusconi (it), le frère de Silvio, et Giovanni Goria. L'actrice est arrêtée pendant cinq mois, dont deux en résidence surveillée. En 1996, elle est mise en examen, ainsi que d'autres prévenus. Au terme d'une longue procédure judiciaire, elle est acquittée le 31 janvier 2007, les faits n'ayant pas été prouvé. Cette expérience a inspiré à l'actrice le scénario du film Malefemmene, réalisé en 2001 avec Giovanna Mezzogiorno.

## Filmographie

### Actrice
- 1978 : Goodbye et Amen (Goodbye e Amen) de Damiano Damiani : Maria Soli
- 1977 : Opération K (Operazione Kappa: sparate a vista) de Luigi Petrini : la fille américaine
- 1978 : Suggestionata (it) d'Alfredo Rizzo : Rachele
- 1981 : Le Cancre du bahut (Pierino contro tutti) de Marino Girolami : la femme enceinte
- 1981 : Point de mire (it) (Il falco e la colomba) de Fabrizio Lori (it)
- 1981 : La Force du mal (Notturno con grida) d'Ernesto Gastaldi et Vittorio Salerno : Sheena
- 1983 : Il petomane de Pasquale Festa Campanile
- 1983 : Conquest (La conquista) de Lucio Fulci : La fille qu'Ilias sauve d'un serpent
- 1983 : Les Prédateurs du futur (I predatori di Atlantide) de Ruggero Deodato : Kathy Earls
- 1985 : Festa di laurea de Pupi Avati : Lucia
- 1985 : Anemia (it) d'Alberto Abruzzese (it) et Achille Pisanti : Marcella
- 1986 : Sensi de Gabriele Lavia : Laura
- 1986 : Yuppies 2 (it) d'Enrico Oldoini : Anna
- 1986 : Ferragosto OK (it) de Sergio Martino : signora Marcella
- 1987 : L'Auberge de la vengeance (Per sempre - Fino alla morte) de Lamberto Bava : Linda
- 1988 : La Nuit bleue (Pathos: Segreta inquietudine) de Piccio Raffanini : Valerie
- 1988 : Sotto il vestito niente II (it) de Dario Piana (it) : Sylvia O'Neal
- 1990 : Nel giardino delle rose (it) de Luciano Martino : Giulia
- 1990 : Réquiem por Granada (es) de Vicente Escrivá : Isabel de Solis
- 1991 : Per sempre (it) de Walter Hugo Khouri : Ana
- 1991 : Il commissario Corso (it), série télévisée d'Alberto Sironi et Gianni Lepre : Laura
- 1992 : Cronaca nera (it) de Faliero Rosati (it) : Lori Pozzi
- 1993 : Bugie rosse (it) de Pierfrancesco Campanella (it) : Adria

### Scénariste
- 2001 : Malefemmene de Fabio Conversi

### Productrice
- 1993 : Bugie rosse (it) de Pierfrancesco Campanella (it)
- 1996 : La casa dove abitava Corinne de Maurizio Lucidi
- 2000 : Un bacio nel buio de Roberto Rocco
- 2001 : Malefemmene de Fabio Conversi